# Octavian Fodor
Octavian Fodor (n. 17 octombrie 1913, Mediaș, Austro-Ungaria – d. 8 iunie 1976, Cluj-Napoca, România) a fost un medic român, membru titular al Academiei Române.
Institutul Regional de Gastroenterologie și Hepatologie Cluj îi poartă numele.

## Biografie
A făcut studiile liceale la Mediaș și la Blaj. A urmat cursurile Facultății de medicină din Cluj,fiind absolvent în anul 1937. A devenit șef de lucrări în 1949, conferențiar în 1955, profesor universitar în 1961. În perioada 1949-1953 a lucrat într-o clinică din Timișoara. A efectuat un stagiu de specializare la Paris, în anul 1958. A condus, de la înființare, Institutul de sănătate publică și cercetări medicale al Academiei de medicină. Este numit rector al Institutului medico-farmaceutic din Cluj, începând din anul 1966. Ca rector, Fodor s-a preocupat îndelung de structura planurilor și programelor de învățământ. Este autorul  a peste 500 de lucrări științifice, realizate singur sau în colaborare. A fost expert O.M.S. pentru învățământul medical universitar. A fost membru corespondent al Academiei R. S. România din 1967 și membru titular din 1974. A fost membru al Organizației Mondiale de Gastroenterologie, al Societății Internaționale de Medicină internă, al Uniunii Medicale Balcanice.

## Distincții
- Ordinul „Steaua Republicii Populare Romîne” clasa a IV-a (10 august 1964) „pentru merite deosebite în opera de construire a socialismului, cu prilejul celei de a XX-a aniversări a eliberării patriei”[1]
- Ordinul „Meritul Științific” clasa a II-a (26 septembrie 1966) „pentru merite deosebite în activitatea științifică, cu prilejul Centenarului Academiei Republicii Socialiste România”[2]
- titlul de „Profesor universitar emerit al Republicii Socialiste România” (26 iunie 1969) „în semn de prețuire a personalului didactic pentru activitatea meritorie în domeniul instruirii și educării elevilor și studenților și a contribuției aduse la dezvoltarea învățămîntului și culturii din patria noastră”[3]
- Ordinul „Meritul Sanitar” clasa I (8 aprilie 1970) „pentru merite deosebite în domeniul ocrotirii sănătății populației din țara noastră”[4]

A primit Premiul Ministerului Învățământului în 1965, Ordinul Muncii clasa a III-a în 1963.